# Antoni Wołek Wacławski
Antoni Wołek Wacławski, właśc. Antoni Wołek (ur. 7 maja 1901 w Będziemyślu, zm. 8 lipca 1995 w Człuchowie) – polski duchowny rzymskokatolicki.

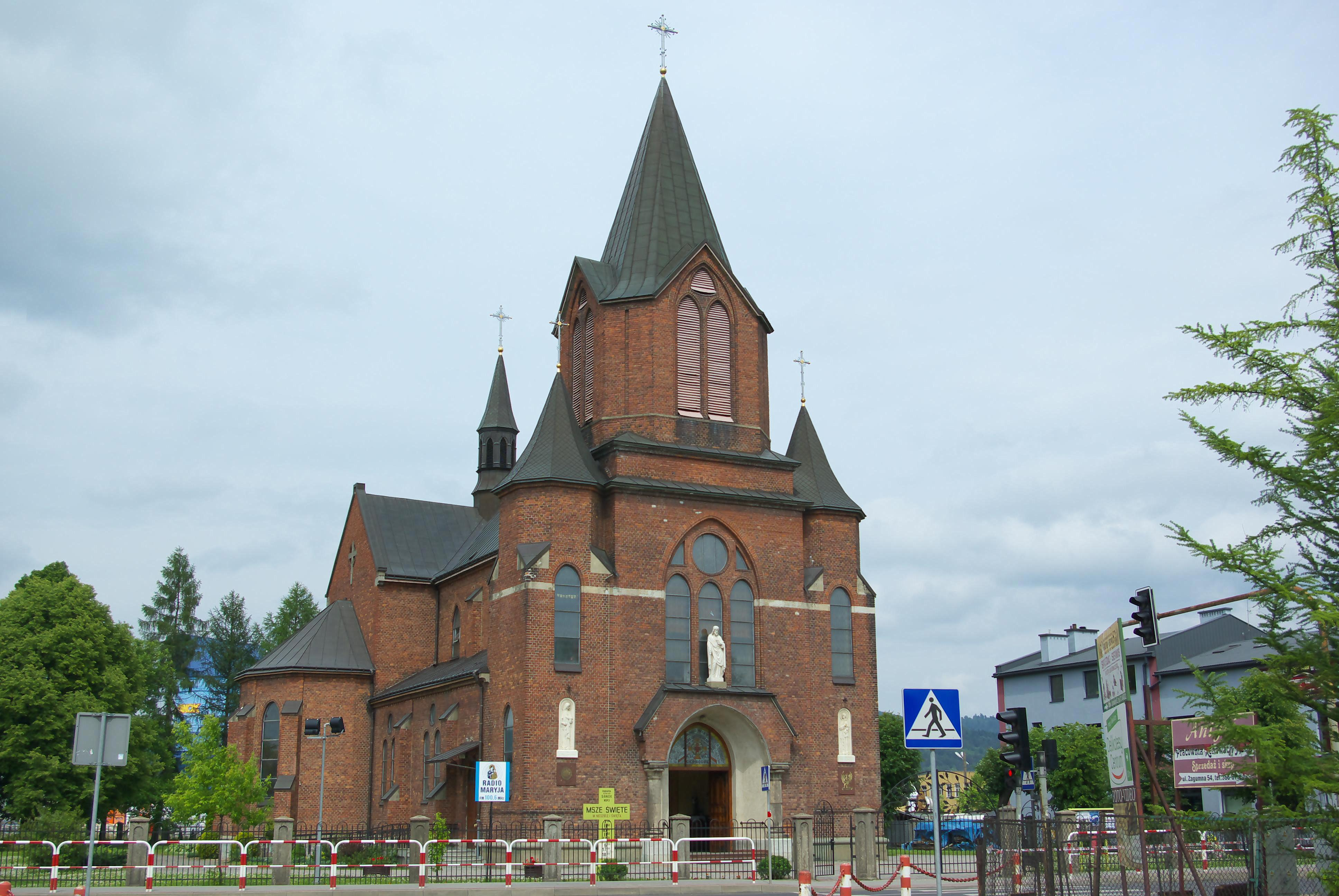
Kościół Najświętszego Serca Pana Jezusa w Sanoku

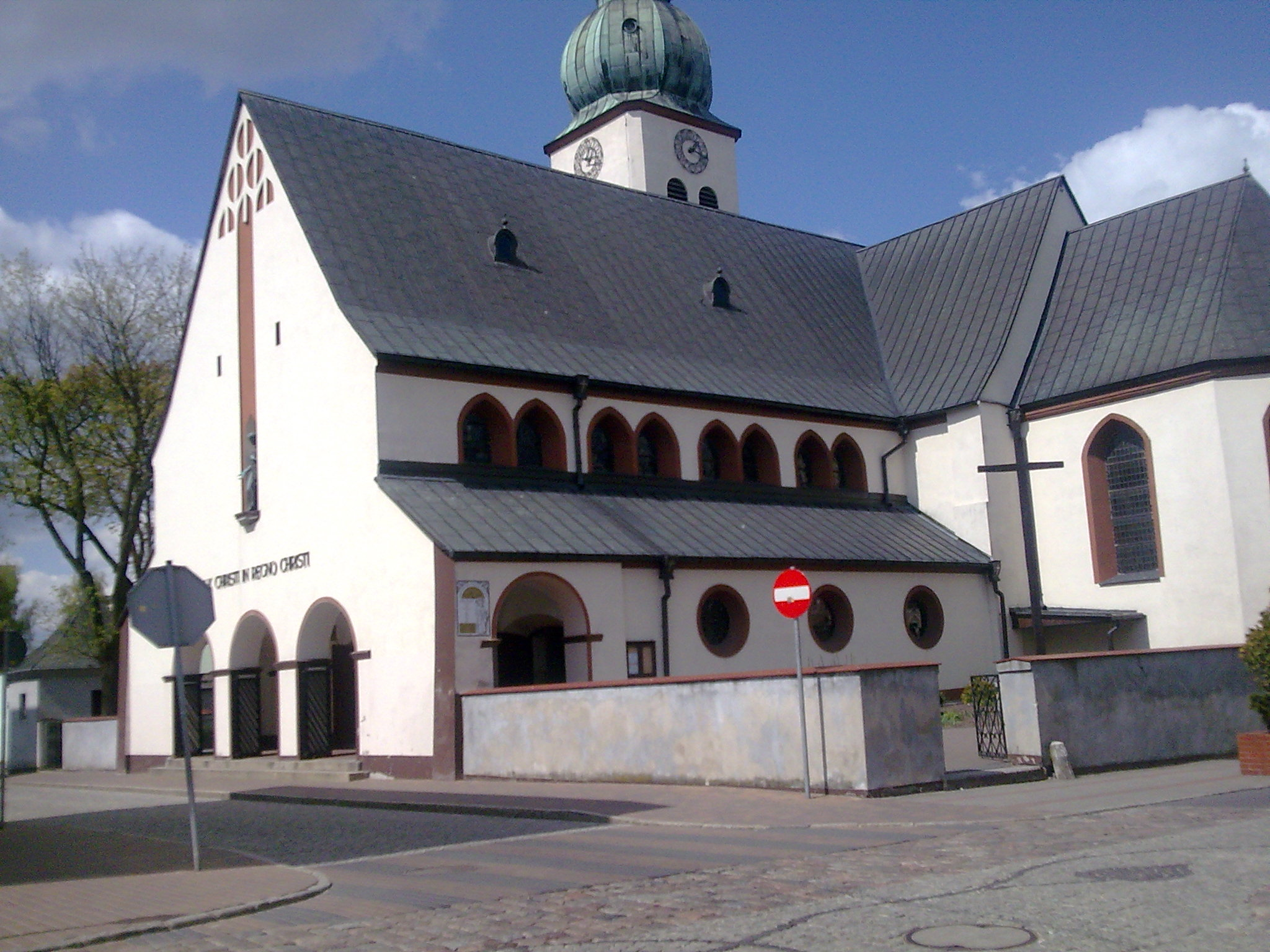
Kościół św. Jakuba w Człuchowie

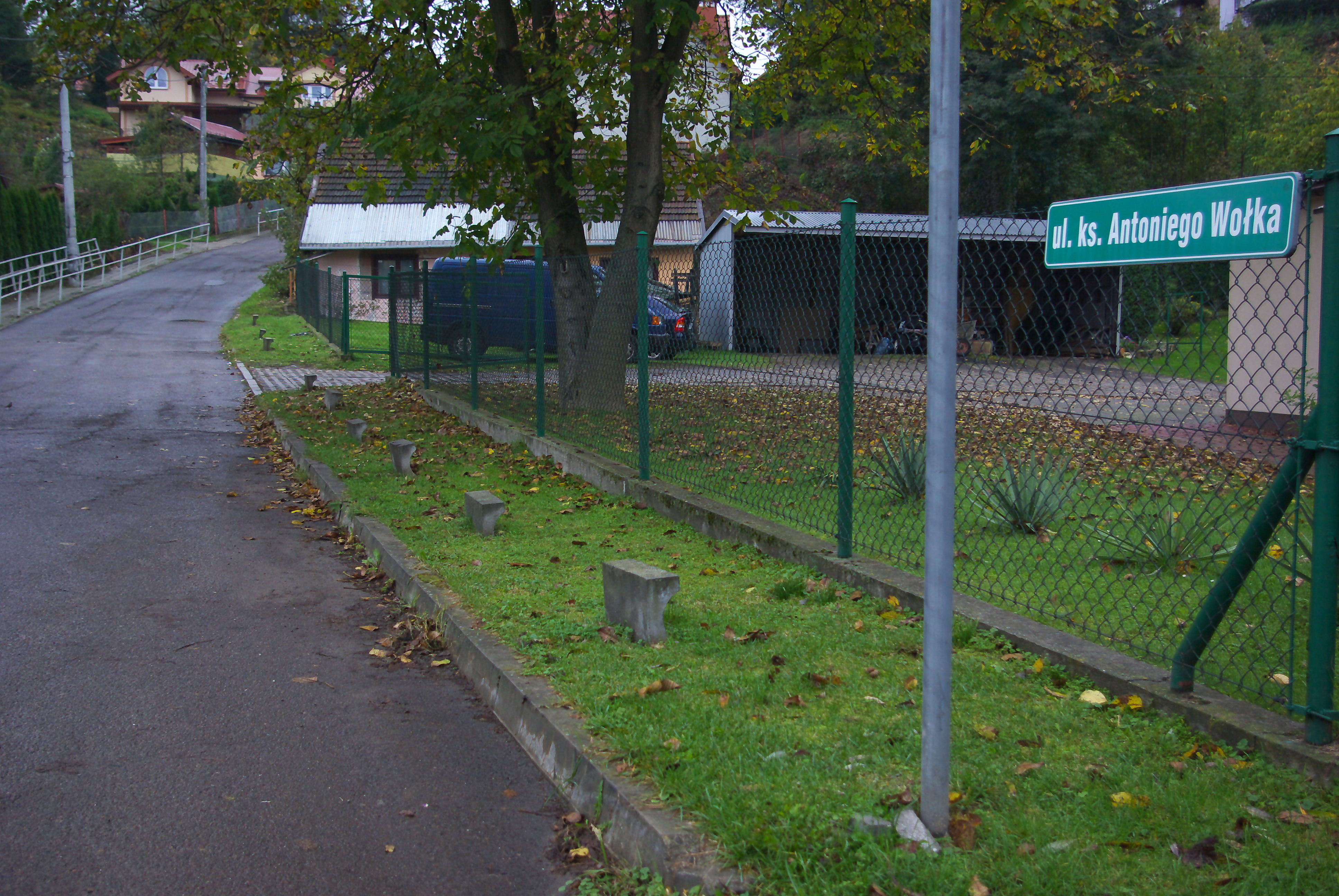
Ulica Antoniego Wołka w Sanoku

## Życiorys
Urodził się jako Antoni Wołek 7 maja 1901 w Będziemyślu jako jedno z trzynaściorga dzieci Stanisława (miejscowego działacza społecznego) i Julii z domu Idzik. Spośród jego rodzeństwa brat Jan także został księdzem, Józef był doktorem medycyny, a Walenty inspektorem sanitarnym, zaś dwaj ostatni brali udział w wojnie polsko-bolszewickiej.
Kształcił się w I Gimnazjum w Przemyślu, gdzie w 1921 ukończył chlubnie VIII klasę i zdał z odznaczeniem egzamin dojrzałości. Ukończył Seminarium Duchowne w Przemyślu i jako alumn tamże 29 czerwca 1925 otrzymał Sakrament święceń kapłańskich. Jako nowo wyświęcony kapłan w 1925 został skierowany jako wikary do Tarnowca. Stamtąd w 1926 został mianowany kapelanem Zakładu Poprawczego w Przedzielnicy. W 1927 został przeniesiony na posadę wikarego do Sanoka. Formalnie do lat 30. był przydzielony do parafii pw. Przemienienia Pańskiego w Sanoku, działającej w kościele pod tym wezwaniem
. Uchwałą Rady Miejskiej w Sanoku z 1929 został uznany przynależnym do gminy Sanok. W 1930 został mianowany katechetą Szkoły Powszechnej im. Tadeusza Kościuszki w podsanockiej Posadzie Olchowskiej (włączonej do miasta w 1931). Decyzją bp. Franciszka Bardy w 1928 został prezesem założonego 20 listopada 1923 Katolickiego Związku Młodzieży Rękodzielniczej i Przemysłowej w Sanoku (KZMRiP, pozostawał nim do 1948), skupiającego się na patriotycznym i religijnym wychowaniu oraz organizującego życie kulturalne i czas wolny, którego działalność była prowadzona w wybudowanym 1933/1934 domu własnym przy parafii (młodzież kształciła się zawodowo w fabryce maszyn i wagonów i fabryce gumy). Przy jego wsparciu została także wzniesiona bursa rzemieślnicza. Stał na czele komitetu budowy kościoła Najświętszego Serca Pana Jezusa na sanockiej Posadzie (trwającej pięć lat), konsekrowanego 15 września 1931 przez bp. Anatola Nowaka, który powstał jako filia parafii Przemienienia Pańskiego w Sanoku i Kościół Szkolny. Był przewodniczącym zarządu ochronki na Posadzie. W okresie II Rzeczypospolitej był określany jako proboszcz robotników; przyczynił się do uwolnienia sanockiego działacza komunistycznego Kazimierza Wnękowskiego, osadzonego Miejscu Odosobnienia w Berezie Kartuskiej, udzielając mu gwarancji i poręczenia wraz ze starostą sanockim Wojciechem Buciorem oraz nadkomisarzem Policji. Kierował pielgrzymką do Częstochowy w dniach 23–26 września 1938, wyruszającą drogą kolejową z Leska. Pod koniec 1932 otrzymał tytuł Expositorium Canonicale.
Po wybuchu II wojny światowej pozostawał duszpasterzem w kościele na sanockiej Posadzie. Podczas trwającej okupacji niemieckiej działał w Związku Walki Zbrojnej i później Armii Krajowej, której był kapelanem, używając pseudonimów „Jurand”. Wspierał materialnie rodziny więźniów. Pomagał też ludziom zagrożonym aresztowaniem. Głosił kazania w duchu patriotycznym, w związku z czym był inwigilowany przez gestapo. W wyniku denuncjacji szpiega działającego na rzecz gestapo, sam miał zostać aresztowany przez Niemców w związku z jego przedwojennym zaangażowaniem w uwolnienie komunisty K. Wnękowskiego, jednak ostrzeżony tuż przed planowanym zatrzymaniem uciekł 1 maja 1942 i wyjechał przez Lwów i przebywał w miejscowościach Stojańce i Husów przez trzy lata do końca wojny pod przybraną tożsamością swojego starszego brata jako ks. Antoni Wacławski.
Do Sanoka powrócił w 1945 (w mieście zainstalowano już wtedy władzę komunistyczną) i podjął ponownie pracę katechety oraz w zniszczonym kościele na Posadzie, który od 8 kwietnia 1945 działał w ramach samodzielnej parafii Najświętszego Serca Pana Jezusa, jednak odmówił objęcia funkcji jej proboszcza. Dokonał także reaktywacji KZMRiP, którego działalność została wstrzymana z uwagi na sprzeciw władz komunistycznych. Udzielał wsparcia uczestnikom podziemia antykomunistycznego po 1944. Celem uzyskania informacji o miejscu ukrywania się ks. Jakuba Mikosia, miał zostać aresztowany przez funkcjonariuszy Powiatowego Urzędu Bezpieczeństwa Publicznego w Sanoku, lecz ostrzeżony przez swoich dawnych wychowanków – wówczas pracowników PUBP, w dniu 1 października 1945 natychmiast wyjechał z Sanoka, dysponując dokumentami na nazwisko Wacławski.
Przez kolejne lata przebywał na Ziemiach Odzyskanych. Formalnie ukrywał się pod zmienioną tożsamością jako ks. Jan Wacławski przez okres 13 lat. Po ucieczce z Sanoka dotarł do Słupska. Od 20 października 1946 przebywał w Siecieminie, gdzie został proboszczem miejscowej parafii Najświętszego Serca Pana Jezusa i pełnił to stanowisko do 1951. Od 20 stycznia 1951 do 1958 był proboszczem parafii Wniebowzięcia Najświętszej Maryi Panny w Czarnem. Następnie posługiwał w parafii św. Jakuba Apostoła w Człuchowie, gdzie był proboszczem i dziekanem człuchowskim w latach 60. W miejscowym kościele św. Jakuba zainicjował szereg odnowień zabytkowego wyposażenia oraz w 1964 nabył na rzecz świątyni obraz Matki Bożej Jasnogórskiej. Powrócił do Sanoka w 1959. Następnie dokonał urzędowej zmiany tożsamości, powracając do nazwiska rodowego Wołek i dodając do niego przybrane Wacławski.
Był autorem monografii pt. Katolicki Związek Młodzieży Rękodzielniczej i Przemysłowej w Sanoku, wydanej w Człuchowie w 1959. W 1970 w Człuchowie jako ksiądz emeryt spisał swoje wspomnienia. 11 sierpnia 1985 obchodził jubileusz 60-lecia kapłaństwa.
Na wniosek mieszkańców sanockiej Posady Rada Miasta Sanoka decyzją z 4 lipca 1995 przyznała ks. Antoniemu Wołkowi Wacławskiemu tytuł Honorowego Obywatelstwa Królewskiego Wolnego Miasta Sanoka w uznaniu zasług oddanych dla Miasta w czasie długoletniej pracy duszpasterskiej i wychowawczej na rzecz mieszkańców, a w szczególności za prowadzenie w latach 1928–1948 Katolickiego Związku Młodzieży Rękodzielniczej i Przemysłowej w Sanoku oraz wybudowanie kościoła parafialnego pw. Najświętszego Serca Jezusowego, jednocześnie planując uroczystość nadania wyróżnienia w Człuchowie. Kilka dni później, 8 lipca 1995 ksiądz Antoni Wołek Wacławski zmarł w Człuchowie. Został pochowany na cmentarzu komunalnym w Człuchowie 12 lipca 1995.

## Upamiętnienie
- W przedsionku kościoła Najświętszego Serca Pana Jezusa w Sanoku została ustanowiona tablica pamiątkowa ku czci parafian – ofiar terroru okupanta, działań wojennych (działali w ZWZ-AK, a kapelanem AK był ks. Antoni Wołek ps. „Jurand”), którą odsłonięto w latach 60. XX wieku. Inskrypcja brzmi: „Pamięci ofiar II wojny światowej z parafii Najśw. Serca Jezusowego w Sanoku” oraz Wieczny odpoczynek racz im dać Panie”. Na tablicy jest wymienionych 85 nazwisk ofiar[48], wśród nich Ludwik Warchał, Leopold Żołnierczyk.
- Na terenie Sanoka w dzielnicy Posada została ustanowiona ulica ks. Antoniego Wołka[49][50] (wcześniej pod nazwą Mariana Buczka i Jana Gadomskiego)[6].